# Hoeve Domen

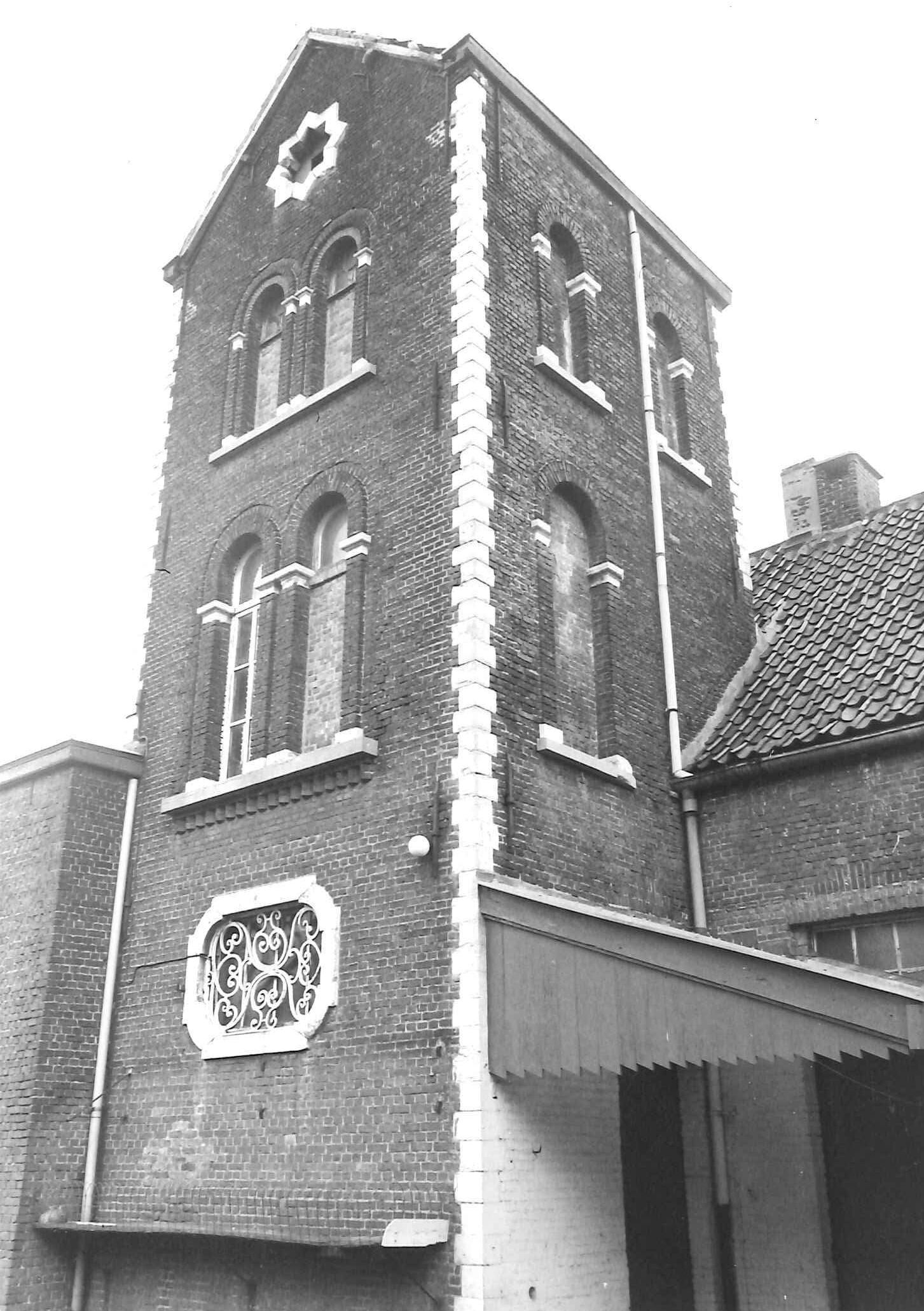
Duiventoren

Hoeve Domen is een boerderij in de Antwerpse plaats Mortsel, gelegen aan de Hendrik Consciencelaan 107.
De hoeve is langgestrekt en omvat een woonhuis en stallen. Bijzonder is de duiventoren die in 1854 werd gebouwd. Deze heeft een vierkante plattegrond en telt drie verdiepingen. De duiventoren toont neoromaanse stijlelementen.
De boerderij werd in de 19e eeuw gebouwd, en in 1870 werd hij getroffen door brand. In 1914 werd de hoeve vergroot.